# Nuestra Señora de los Dolores de Vegueta Coronada
La Virgen de los Dolores de Vegueta Coronada es una advocación mariana venerada en el populoso barrio de Vegueta, en Las Palmas de Gran Canaria. Conocida también como la Dolorosa "del Miércoles", se encuentra en la Capilla Dolorosa de la Iglesia de Santo Domingo de Guzmán y es titular de la Real, Ilustre e Histórica Hermandad del Santo Encuentro de Cristo y Cofradía de Nazarenos del Santísimo Cristo con la Cruz a Cuestas y Nuestra Señora de los Dolores de Vegueta. Fue coronada canónicamente, el 24 de mayo de 2012.

## Descripción de la imagen
Esta bella y singular imagen de la Virgen en sus místicos Dolores aparece afligida, y se venera en la Parroquia de Santo Domingo de Guzmán de Vegueta, en Las Palmas de Gran Canaria. Se trata sin ninguna duda, de una de las más hermosas Dolorosas que realizara don José Luján Pérez. Una imagen barroca, clásica y claramente un buen ejemplo de como se refleja la imaginería isleña en cualquier punto geográfico tratándose de una de las más sentidas obras del imaginero guiense.
La imagen se encuentra trabajada en madera y solo presenta policromía en la cabeza y las manos; característica apenas visible puesto que queda cubierta con indumentaria textil durante todo el año. A diferencia de otras obras salidas del taller del escultor canario, José Luján Pérez, donde se refleja un patente dramatismo casi teatral, soportando aún el dilatado barroco, aquí rompe dicho esquema expresando serenidad y mansedumbre. Detalladamente observamos que no corresponde a la habitual manera de representar los Dolores de María, ya que se trata de una imagen callada, de ojos muy llorosos pero sin derramar ni una lágrima. Luján quiso representar a María como un pilar fundamental, una gran fortaleza en el que la Virgen prefiere suspirar a llorar.
La policromía, al igual de muchas de las obras salidas de la gubia del imaginero guiense, corrió a cargo de Santiago Tejera Ossavarry. Para la realización de esta imagen, Luján Pérez toma como modelo a Josefa María Marrero, que al quedar huérfana de padres guardó luto riguroso durante un largo tiempo, aprovechando el artista el hecho para plasmarlo en esta obra.

## Historia de la imagen
Fue encargada a Luján Pérez por el Cuerpo de Escribanos en el que además, se le encomendó la tarea de realizar otras imágenes como la imagen de San Juan Evangelista y Santa Verónica. Dicho encargo fue fruto del deseo y sueño de Don José Hidalgo Cigala, fallecido en el año 1793 en el que encomendaba en su testamento, el ansia de que la populosa procesión de Semana Santa denominada como la "Procesión del Paso" se enriqueciera con la incorporación de nuevas y bellas obras.
Según expertos historiadores, como Sebastián Jiménez Sánchez, definen a esta bella imagen mariana como una imagen "plena de exquisita feminidad y serenas líneas, cuyas lágrimas han secado el intenso dolor". Santiago Tejera afirmaba que "la Dolorosa de Luján en la Procesión del Paso, expresa en la proporción y pureza de líneas que no parecen modeladas por la mano del hombre, un sufrimiento que ha secado sus lágrimas y hace que los párpados reposen con la mirada débil, incierta, entreabiertos sus labios por el peso de un dolor mudo intenso, el más supremo de todos. Es una Virgen, que al parecer, no llora. Sus lágrimas se han secado y nos lasera el alma cuando la contemplamos".

## Cultos
- Misa mensual de la Hermandad, los primeros miércoles de cada mes.
- Todos los miércoles del año, Santo Rosario de Misterios Dolorosos y Eucaristía.
- En septiembre, Triduo de Gloria, Besamano y Salida Procesional de Gloria en honor de Nuestra Señora de los Dolores de Vegueta.
- En mayo, Septenario y Función Solemne por el aniversario de la Coronación Canónica.
- Cada Viernes de Dolores, Función Solemne de Instituto a los Venerables Titulares de la Hermandad y Acto de toma de Medalla de los nuevos Hermanos Cofrades de la Hermandad del Santo Encuentro de Cristo.

## Salidas Procesionales

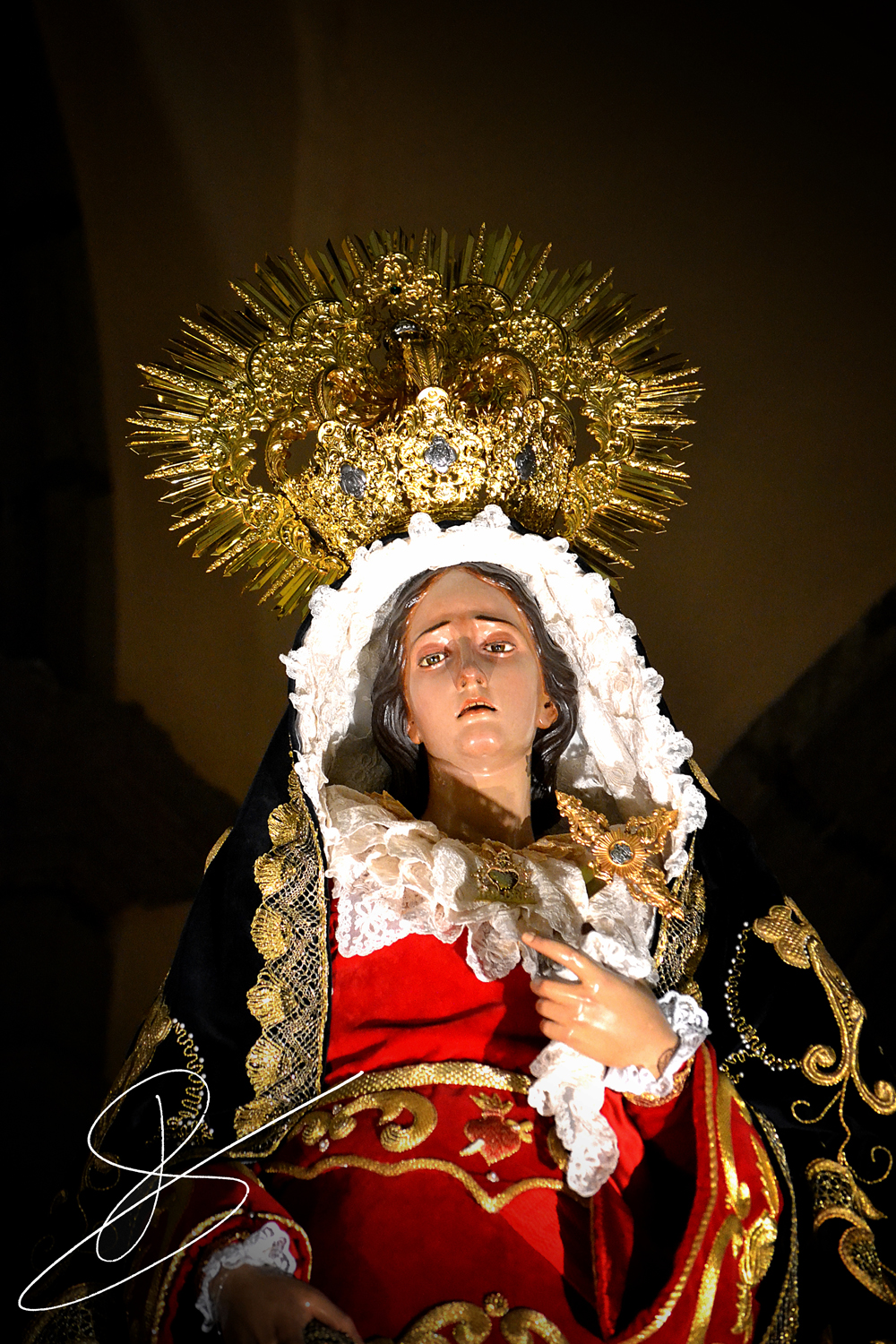
Nuestra Señora de los Dolores de Vegueta Coronada procesiona cada noche de los miércoles Santos y Viernes Santos.

### Miércoles Santo
La Procesión, que se efectuaba en la tarde el Miércoles Santo, tuvo la última salida en el año 1977 siendo refundida por condicionantes sociológicos en la Procesión Magna del Viernes Santo iniciada en 1978. Nuevamente en 1995 es recuperada. Se compone de las siguientes imágenes:
- El Señor con la Cruz a cuestas o Cristo de la Caída (José Luján Pérez).
- Santa Verónica (José Luján Pérez).
- San Juan Evangelista (José Luján Pérez).
- Santa María Magdalena (Silvestre Bello Artiles).
- Nuestra Señora de los Dolores de Vegueta (José Luján Pérez).

Nuestra Señora de los Dolores de Vegueta Coronada, procesiona cada noche de los Miércoles Santos, por las Calles de Vegueta desde la Iglesia de Santo Domingo de Guzmán, acompañada por la Real, Ilustre e Histórica Hermandad del Santo Encuentro de Cristo y Cofradía de Nazarenos del Santísimo Cristo con la Cruz a Cuestas y Nuestra Señora de los Dolores de Vegueta, de la cual es titular. En dicha Salida Procesional, se escenifica en la Plaza Mayor de Santa Ana, el Santo Encuentro de Cristo con las imágenes titulares de la Hermandad, realizando posteriormente Estación de Penitencia en la Catedral de Canarias para proseguir hasta su templo y sede canónica en la Parroquia de Santo Domingo de Guzmán.

### Viernes Santo
Con motivo de su Coronación Canónica, la imagen de Nuestra Señora de los Dolores de Vegueta participa en la "Procesión Magna Interparroquial" cada 5 años, participando en el año 2013 y volviéndolo a hacer en el año 2018.
Además, cada Viernes Santo, la imagen de Nuestra Señora de los Dolores de Vegueta vuelve a procesionar en la denominada "Procesión del Retiro".

## Coronación Canónica
"Aires de Coronación..."
Nuestra Señora de los Dolores de Vegueta Coronada es el título que adquiere al concedérsele su coronación canónica el 24 de mayo de 2012, en un destacado y solemne acto que se celebró en la Santa Iglesia Catedral Basílica de Canarias, siendo Obispo de Canarias, Monseñor Francisco Cases Andreu.
Se trata de la primera y única imagen realizada por José Luján Pérez en recibir investidura canónica.

## Efemérides
- El 18 de mayo de 2012, recorre de manera extraordinaria las calles del barrio de Vegueta, ataviada de forma inusual a la tradicional y portando en sus sienes una corona de rosas.[5]
- El 25 de mayo de 2012, a la salida de la Catedral, vecinos de Santa María de Guía reciben a la imagen recién coronada en el pórtico catedralicio al sonido de los bucios tradicionales de la Fiesta de Las Marías.
- El 25 de mayo de 2012, regresa en Procesión Triunfal de alabanza a su sede canónica, la Parroquia de Santo Domingo de Guzmán después de su investidura canónica, por las calles de Vegueta.
- El 15 de octubre de 2012, la Congregación Salesiana, "Testigos de Honor" de la Coronación Canónica de Nuestra Señora de los Dolores de Vegueta, hizo entrega al Hermano Mayor de la Hermandad del Santo Encuentro de Cristo de, "una Reliquia Corpotal de San Juan Bosco", para que sea venerada a los pies de la Titular de la Hermandad y Cofradía, en la Capilla de Nuestra Señora de los Dolores de Vegueta Coronada.

## Ajuar

### Corona de la Coronación Canónica

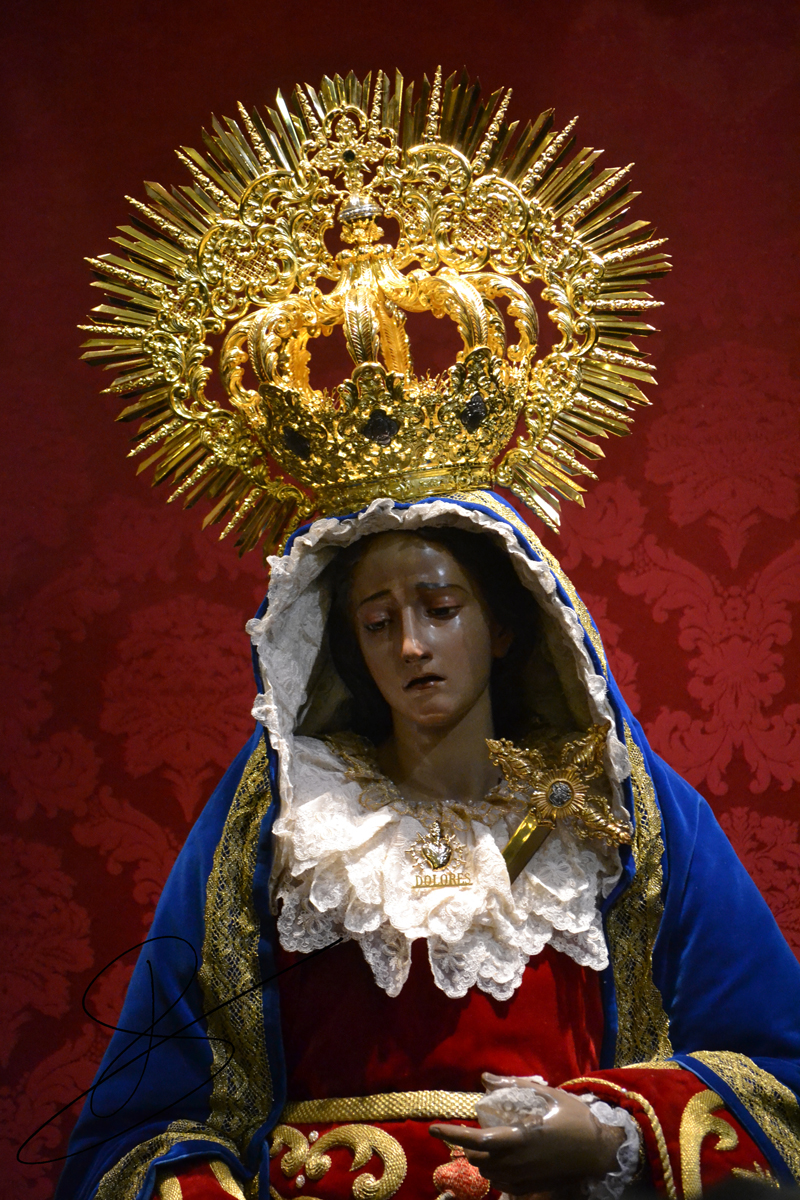
La Corona y el puñal fueron elaborados en los talleres de Don Cristóbal Angulo Ramírez, en la localidad de Fuengirola (Málaga).

Fue realizada en los talleres del orfebre Don Cristóbal Angulo Ramírez, en la localidad de Fuengirola (Málaga). La corona representa el modelo clásico de las coronas del siglo XVIII desarrollados por los plateros del sur de España. De puro estilo barroco, está caracterizada por el amplio resplandor inundado de rayos que sobresalen de un juego de volutas y tornapuntas que se entrelazan de forma irregular. Significados y llamativos son también los ocho imperiales que unen al resplandor con el caso llenando ese espacio, tanto por su peculiar forma como por las "palmas" que se contornean en su canto, las cuales al estar recortadas dejan una entrada de luz que permite visualizar el perfil de la planta más representativa de la isla donde se venera esa Sagrada Imagen: Gran Canaria.
El casco, de perfil entallado y adaptado también a la forma del resplandor es rico en ornamentación vegetal y ofrece variados espacios para la incorporación de simbologías relacionadas con la venerada imagen de Nuestra Señora de los Dolores de Vegueta.
La corona, fue repujada a partir de modelajes repujados y cincelados a mano sobre la chapa de plata de ley y un acabado en chapado en oro. Tiene grabados 6 escudos institucionales relacionados con la imagen y con la Hermandad:
- Escudo de la Hermandad, por ser Nuestra Señora de los Dolores de Vegueta, Titular de la Real, Ilustre e Histórica Hermandad de Nazarenos del Santo Encuentro de Cristo, además de ser la cofradía promotora de la Coronación Canónica de la Venerada Imagen.
- Escudo del Condado de la Vega grande de Guadalupe. Familia del Castillo, que venía desarrollando la salida procesional del Santo Encuentro de Cristo, hasta la creación de la Hermandad y Cofradía en 1997.
- Escudo del Colegio Notarial de Canarias. Fueron los escribanos de 1797, quienes encargaron la Venerada Imagen al insigne imaginero grancanario de Santa María de Guía, José Luján Pérez.
- Escudo Dominico. Procede los orígenes de la Cofradía del tiempo del convento dominico de Santo Domingo de Guzmán.
- Escudo del Ayuntamiento de Las Palmas de Gran Canaria. Ciudad donde se encuentra la Parroquia que acoge la Venerada Imagen de Nuestra Señora de los Dolores de Vegueta.
- Escudo del Obispo de Canarias. Escudo y lema del Excmo. y Rvdmo. Obispo de la diócesis de Canarias, Monseñor Francisco Cases Andreu, Obispo que efectúa la Coronación.

### Puñal
Original de los talleres del orfebre Don Cristóbal Angulo Ramírez, en la localidad de Fuengirola (Málaga). Fue realizada en chapa de latón exclusivamente siguiendo la estética de la imagen, para una Virgen canaria dentro de la línea barroca.
Tiene grabado el Escudo de la Familia Benítez de Lugo, por ser la Camarera Mayor de Honor de Nuestra Señora de los Dolores de Vegueta, Doña Carmen Benítez de Lugo, Condesa de la Vega Grande de Guadalupe.

## Patrimonio Musical
- Nuestra Señora de los Dolores de Vegueta (Constantino González Maquieiro).
- Rumores de Vegueta en la tarde del Miércoles Santo (Constantino González Maquieiro).
- Himno de la Coronación de Nuestra Señora de los Dolores de Vegueta (Constantino González Maquieiro, 2012).